# Veine intercostale suprême
La veine intercostale suprême (ou veine intercostale supérieure de Braune) est une veine double qui draine le premier espace intercostal de chaque côté. 
Elle a un trajet ascendant et s'écoule généralement dans la veine brachiocéphalique. Lorsqu'elle se jette et dans la veine brachiocéphalique en haut, et dans la veine azygos en bas, la branche ascendante se nomme veine intercostale supérieure accessoire.
Elle peut également s'écouler dans la veine intercostale supérieure ou dans la veine vertébrale.

## Incidence clinique
Cette veine n'a pas de valves, c'est un point important pour la propagation des cancers secondaires. 

## Images supplémentaires

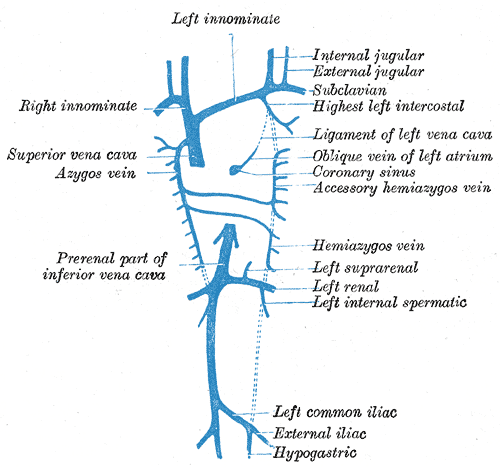
Diagramme montrant l'achèvement du développement des veines pariétales.
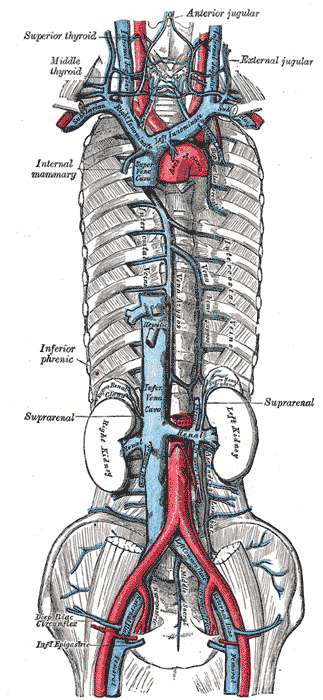
La veine cave et les veines azygos, avec leurs affluents (la veine intercostale est faiblement légendée au-dessus de l'arc aortique)